# Barynotus
Barynotus är ett släkte av skalbaggar som beskrevs av Ernst Friedrich Germar 1817. Barynotus ingår i familjen vivlar.

## Bildgalleri

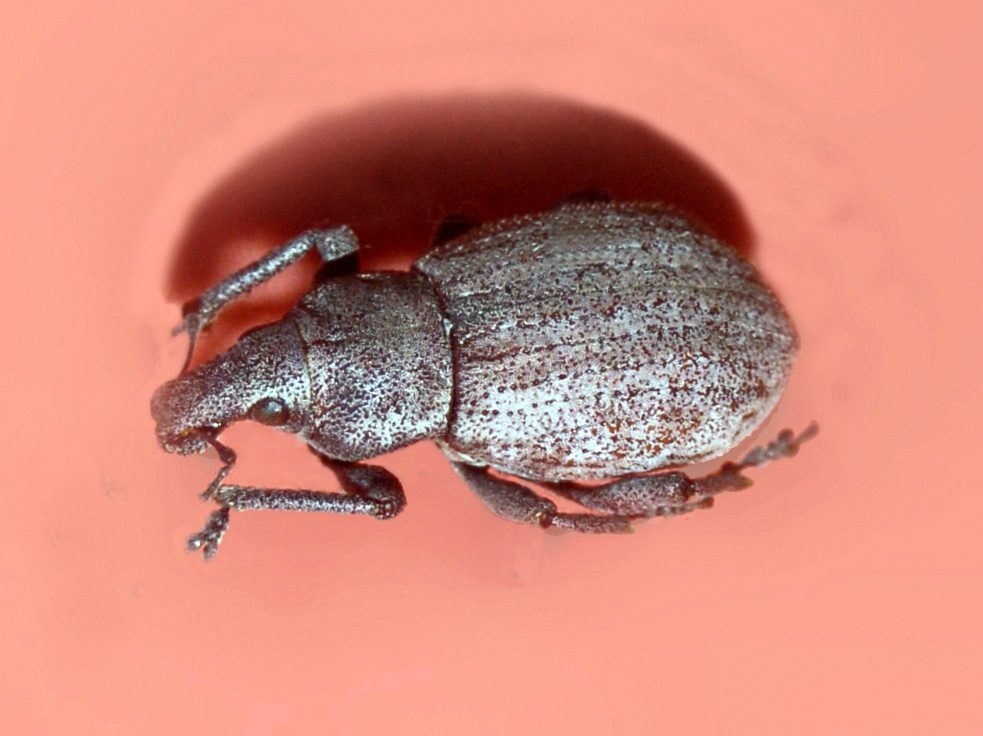
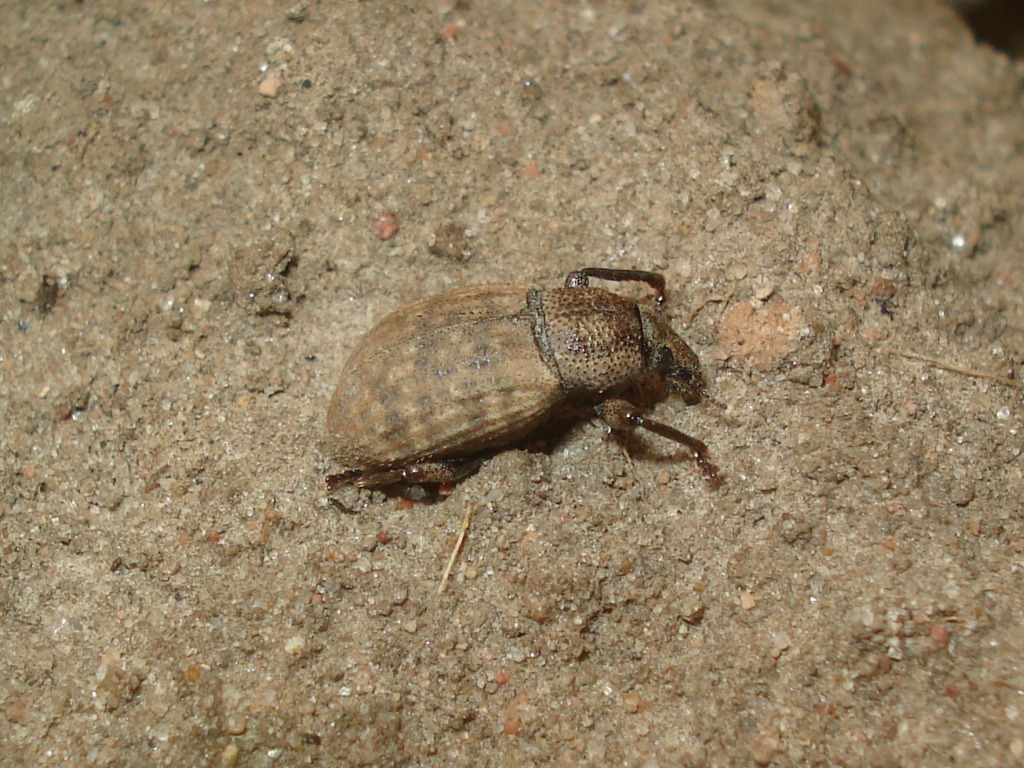
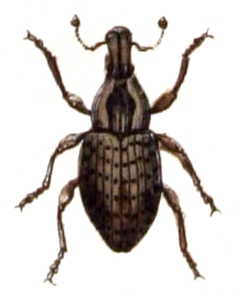
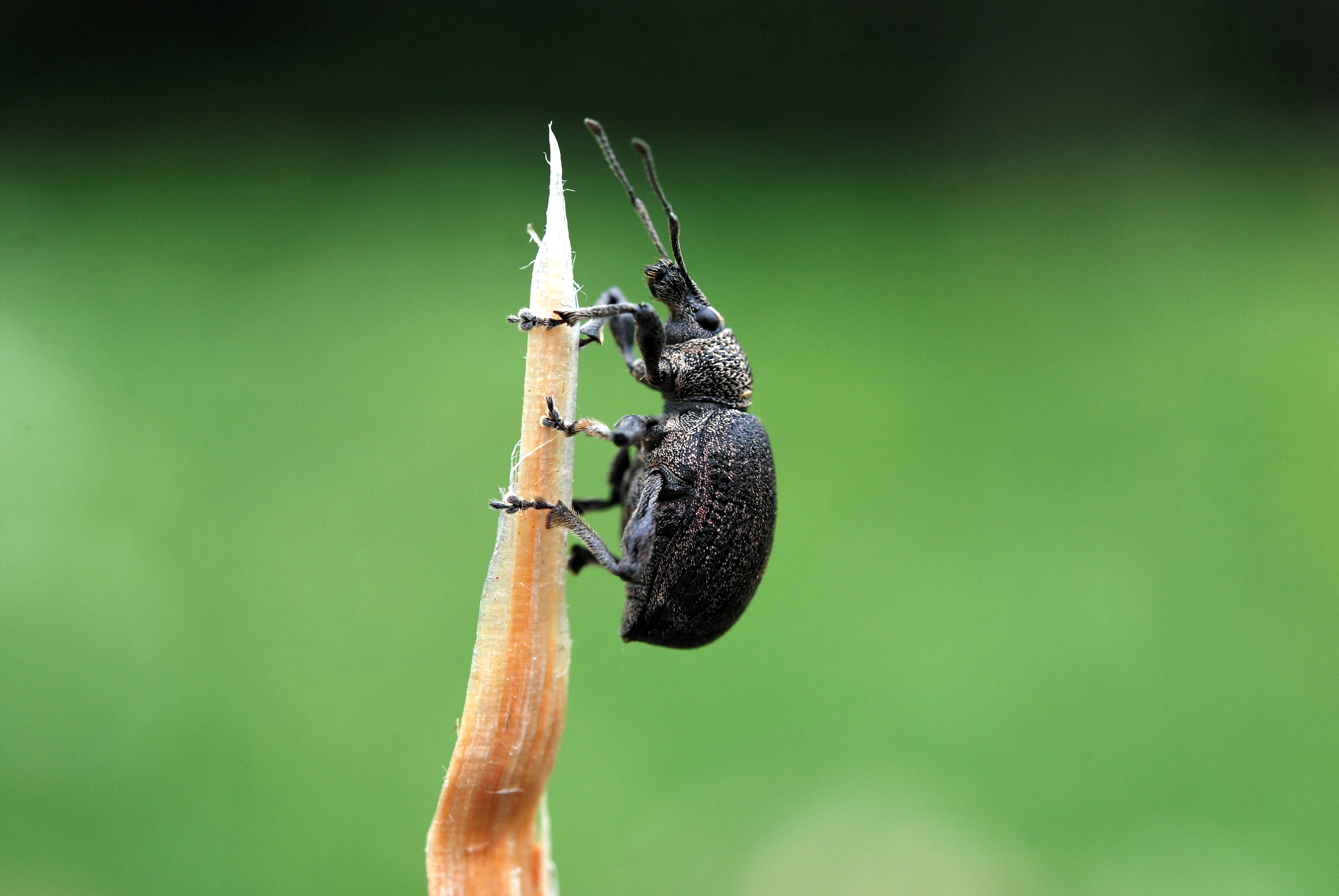

## Dottertaxa tillBarynotus, i alfabetisk ordning[1][2]
- Barynotus aecidii
- Barynotus alpestris
- Barynotus alternans
- Barynotus auronubilus
- Barynotus aurosparsus
- Barynotus austriacus
- Barynotus bohemani
- Barynotus bohemanni
- Barynotus canariensis
- Barynotus canus
- Barynotus carinatus
- Barynotus caucasicus
- Barynotus conjux
- Barynotus costatus
- Barynotus costipennis
- Barynotus elevatus
- Barynotus erinaceus
- Barynotus fairmairei
- Barynotus fallaciosus
- Barynotus flabellipes
- Barynotus frontalis
- Barynotus globatus
- Barynotus globosus
- Barynotus granulata
- Barynotus granulatus
- Barynotus hispanus
- Barynotus honorus
- Barynotus humeralis
- Barynotus hungaricus
- Barynotus illaesirostris
- Barynotus laevigatus
- Barynotus lepidotus
- Barynotus maculatus
- Barynotus margaritaceus
- Barynotus maritimus
- Barynotus maurus
- Barynotus mercurialis
- Barynotus moerens
- Barynotus monstruosus
- Barynotus montandoni
- Barynotus murinus
- Barynotus obscurus
- Barynotus parvulus
- Barynotus pedemontanus
- Barynotus pilosulus
- Barynotus pyrenaeus
- Barynotus raucus
- Barynotus rigidus
- Barynotus sabulosus
- Barynotus schoenherri
- Barynotus schonherri
- Barynotus scutatus
- Barynotus scutellatus
- Barynotus setosus
- Barynotus solarii
- Barynotus squalidus
- Barynotus squamosus
- Barynotus subdivaricatus
- Barynotus tergoratus
- Barynotus terricola
- Barynotus tournieri
- Barynotus umbilicatus
- Barynotus unipunctatus
- Barynotus vagus
- Barynotus valgus
- Barynotus viridianus